# Escut de Ginestar
L'escut oficial de Ginestar va ser aprovat el 22 de desembre de 1995 i publicat en el DOGC el 24 de gener de 1996. té el següent blasonament:
Escut caironat: d'argent, una mata de ginesta de sinople florida d'or, acostada de 2 rodelles de gules amb una creu de Malta d'argent. Per timbre una corona mural de vila.

## Heràldica
La ginesta és el senyal parlant referent al nom de la vila, i és una planta molt comuna en aquesta zona. A banda i banda hi veiem la creu de Malta, en record del fet que Ginestar fou repoblada el 1206 pels cavallers templers, més tard hospitalers quan l'orde fou abolit. Els templers tenien un castell important a la vila veïna de Miravet.

## Bandera
La bandera oficial de Ginestar fou publicada al DOGC el 26 d'octubre de 1994. és d'origen heràldic i la següent descripció:
Bandera apaïsada de proporcions dos d'alt per tres de llarg, vermella, amb un pal central groc, de gruix 2/9 de la llargària del drap, i dos altres pals verds, de gruix, 1/8 de la mateixa llargària, juxtaposats a cada costat del groc; i una creu de blanca de Malta, de diàmetre 3/12 de l'alçària del drap, centrada a cada terç vermell.